# Silvan (Diyarbakır)
Silvan (antiguamente conocida con el nombre de Mayyafarikin (árabe: ميافارقين, Meiafarakin, Mayyāfārikīn o Mayyafariqin; siríaco: ܡܝܦܪܩܝܢ, Mayafaraqin; armenio: Նփրկերտ, Np'rkert o Npherkert y más tarde Mujarqin/Muharkin o Muphargin; griego: Mαρτυρόπολις, Martyropolis/Martiròpolis; kurdo: Farqîn) es una ciudad de Turquía, en la provincia de Diyarbakir capital del distrito de Silvan. Tenía 41 484 habitantes en el censo de 2009 y el distrito, 84 807 habitantes. Como atracción de la ciudad destaca el puente de Malabadi. Riega la ciudad el Farqin Su.

## Historia
Moltke lanzó en 1838 la hipótesis de que la ciudad era la antigua Tigranocerta fundada como capital por Tigranes II de Armenia en el año 80 a. C. ocupada por Lúculo después de la victoria del río Nicephorios el 6 de octubre del 69 a. C y por Corbulo cien años después (63 d. C). Esta ciudad es mencionada hasta la mitad del siglo IV y después desaparece.
La Sofene o Sofanene era parte del Imperio Romano desde el 297. Después de la paz de Joviá del 363, quedó en manos romanas. Martirópolis fue fundada en Sofene sobre un pueblo ya existente y grande por el obispo Marutha (mar Marutha) con permiso del rey de Persia Yazdegerd I. Mar Marutha tuvo actividad entre 383 y 420 y la ciudad se menciona por primera vez en 410. Debía de estar en la frontera entre romanos y persas. Enseguida cogió importancia y todavía bajo Teodosi II (401-450) aconteció capital de Sofanene (Tsopkhkh). Aprovechando que no estaba fortificada fue ocupada por Kobad I (499-531) en 502 y deportó a los habitantes al Khuzestán donde fundaron Abaz-Kubadh (Arradjan). El emperador Anastasi (491-518) la fortificó entonces. Justinia tras 527 la hizo cabecera de un oficial militar dependiente del estratega de Teodosiópolis (Erzurum) y aconteció un importante centro militar en la frontera oriental. En 589 fue ocupada por los sasánidas pero los bizantinos la recuperaron en 591 a cambio de la ayuda griega a la restauración de Cosroes II (Khusraw II 591-628).
Iyath al-Ghanm conquistó la Djazira por el califato y Martirópolis cayó sin lucha. La Yazira tuvo muchos gobernadores designados por el califa. En 870 Isa ben Shaikh ben al-Salil Abu Musa al-Dhuhl al-Shaybani fue nombrado gobernador (también de Armenia) y fue el primero hereditario. En 889 los shaybánidas perdieron el poder que devolvieron al califa al-Mutadid. 
Después de 935 fue incorporada en el gobierno de Mosul ejercido por el emir hamdànida Nasir al-Dawla, siendo conquistada por Ali, que después fue Sayf al-Dawla de Alepo que la incorporó en sus territorios sin oposición de sueño germano. Ali residió a Mayyafarikin antes de pasar en Alepo. En 959 Fue asediada por el Juan Tzimisces. En 969 Sayf al-Dawla fue enterrado en Mayyafarikin donde residían su mujer e hijos y la región devolvió al emirato de Mosul. En 972 fue otra vez atacada por Juan Tzimisces, ahora emperador. En 978 fue ocupada por Abul Wafa, general de buwáyhida Adud al-Dawla.
A la muerte de Adud al-Dawla en 983 el curdo Badh se apoderó de la ciudad que aconteció la capital de la dinastía Marwánida. El segundo marwánida Mumahhid al-Dawla restauró las murallas y Nasr al-Dawla (1011-1061)  hizo numerosas construcciones; las reliquias cristianas fueron portadas en la iglesia melquita; también restauró el viejo observatorio (manzara), puso un reloj (bankam) en la gran mezquita, construyó un hospital (bimaristan) e hizo jardines, puentes, baños públicos y una mezquita. A su muerte en 1061 fue enterrado en la tumba de los marwánidas de la ciudad. En 1085 la ciudad y todo el Diyar Bakr fue ocupada por los selyúcidas bajo la dirección del general Ibn Djahir que antes fue visir de los marwánidas; Ibn Djahir se llevó muchos tesoros de los marwánidas.
El selyúcida Malik Shah murió en 1092 y entre esta fecha y en 1118 la ciudad cambió de manos a menudo: los seljúcidas, Tutush, Dudak, Kilidje Arslan, y Sukman al-Kutbi de Akhlat. En 1118 murió el seljúcida Muhammad ben Malik Shah y Mayyafarikin pasó a los Artúquidas (Nadjm al-Din Ilghazi), el mismo año o en 1119, que desde diez años antes dominaban en Mardin. El historiador Ibn al-Athir sitúa la conquista de la ciudad sobre 1121 o 1122, pero probablemente la otra fecha es más correcta. A Ilghazi le sucedió en 1122 su hijo Temurtash en Mardin y Mayyafarikin resistió durante 30 años los intentos de expansión de Imad-ad-Din Zengi. Construyó el puente de Karaman sobre el río Satdama a 8 km al este de Mayyafarikin (1147) obra que acabó su hijo Najm-ad-Din Alpi en 1153 o 1154 La ciudad quedó en manos de la dinastía pero la capital fue a Mardin donde los príncipes residieron y el gobierno local fue confiado a la familia Nubata, miembros de la cual aparecen a menudo como kadis. Sobre 1157 la gran mezquita (hundida parcialmente en 1153) fue reconstruida.
En 1185 Mayyafarikin fue ocupada por Saladí que diez años después la dio a su hermano Sayf al-Din, la familia del cual la gobernó hasta 1260. Quedan pocos restos de la dinastía de los ayúbidas de Mayyafarikin, pero se conserva una inscripción de Awhad Nadjm al-Din Ayyub (1200-1210) en la muralla oriental y una de su sucesor Ashraf Musa (1210-1220) en la muralla norteña; el hermano de Ashraf, Muzaffar Shihab (1220-1247), construyó una mezquita en 1227.